# Воскресенский, Михаил Григорьевич
Михаи́л Григо́рьевич Воскресе́нский (1883 или 1886, село Тёплый Стан — 27 августа (9 сентября) 1918, окрестности села Бортсурманы, Курмышский уезд, Симбирская губерния) — священник Русской православной церкви, в 2000 году включён в Собор новомучеников и исповедников Российских.

## Биография
Родился в 1883 или 1886 году в селе Тёплый Стан в семье станового пристава. В 1900 году поступил в Нижегородскую духовную семинарию, которую окончил в 1906 году. В июне того же года епископом Симбирским и Сызранским Гурием назначен на должность псаломщика в храме в селе Митин Враг. Через полгода, 24 февраля 1907 года архиепископом Симбирским и Сызранским Иаковом рукоположён в иерея Успенской церкви села Бортсурманы.
С марта 1907 года работал заведующим и преподавателем закона божьего в Ягодинской церковно-приходской школе и в Бортсурманской земской школе. В том же году назначен на должность благочинного миссионера.
Начиная с 1915 года был членом Курмышского уездного отделения епархиального училищного совета. В 1917 году избран благочинным 1-го округа Курмышского уезда.
В 1912 году награждён набедренником, в 1915 году — скуфьёй.
В начале сентября 1918 года жители города Курмыш подняли антисоветское восстание. Из Симбирска для подавления восстания направили отряд под предводительством В. И. Гарина. Войдя в Бортсурманы красноармейцы задержали несколько местных жителей, в том числе отца Михаила. Его обвинили в том, что он приказал звонить в колокол, сочувствовал восстанию и ожидал отряд Колчака.
В селе было объявлено, что задержанные отправляются в Курмыш для суда. Девятого сентября колонна арестованных под конвоем вооружённых красноармейцев действительно направилась в сторону Курмыша. Однако примерно в пяти километрах от села, у оврага Степаниха, арестованные были расстреляны. Вечером того же дня убитые были похоронены местными жителями на кладбище села Бортсурманы, на месте расстрела позднее был установлен крест.

## Семья
Вместе с супругой Марией Ивановной имел четырёх детей: Николая, Сергея, Ивана и Любу.

## Канонизация
В 2000 году решением Архиерейского Собора РПЦ по представлению Нижегородской епархии был включён в Собор новомучеников и исповедников Российских.